# Neoerythronychia hirta
Neoerythronychia hirta là một loài ruồi trong họ Tachinidae.